# Галле (Вестфалія)
Галле (нім. Halle) — місто в Німеччині, знаходиться в землі Північний Рейн-Вестфалія. Підпорядковується адміністративному округу Детмольд. Входить до складу району Гютерсло.
Площа — 69,21 км2. Населення становить 21 448 осіб (станом на 31 грудня 2020).